# John C. Butcher

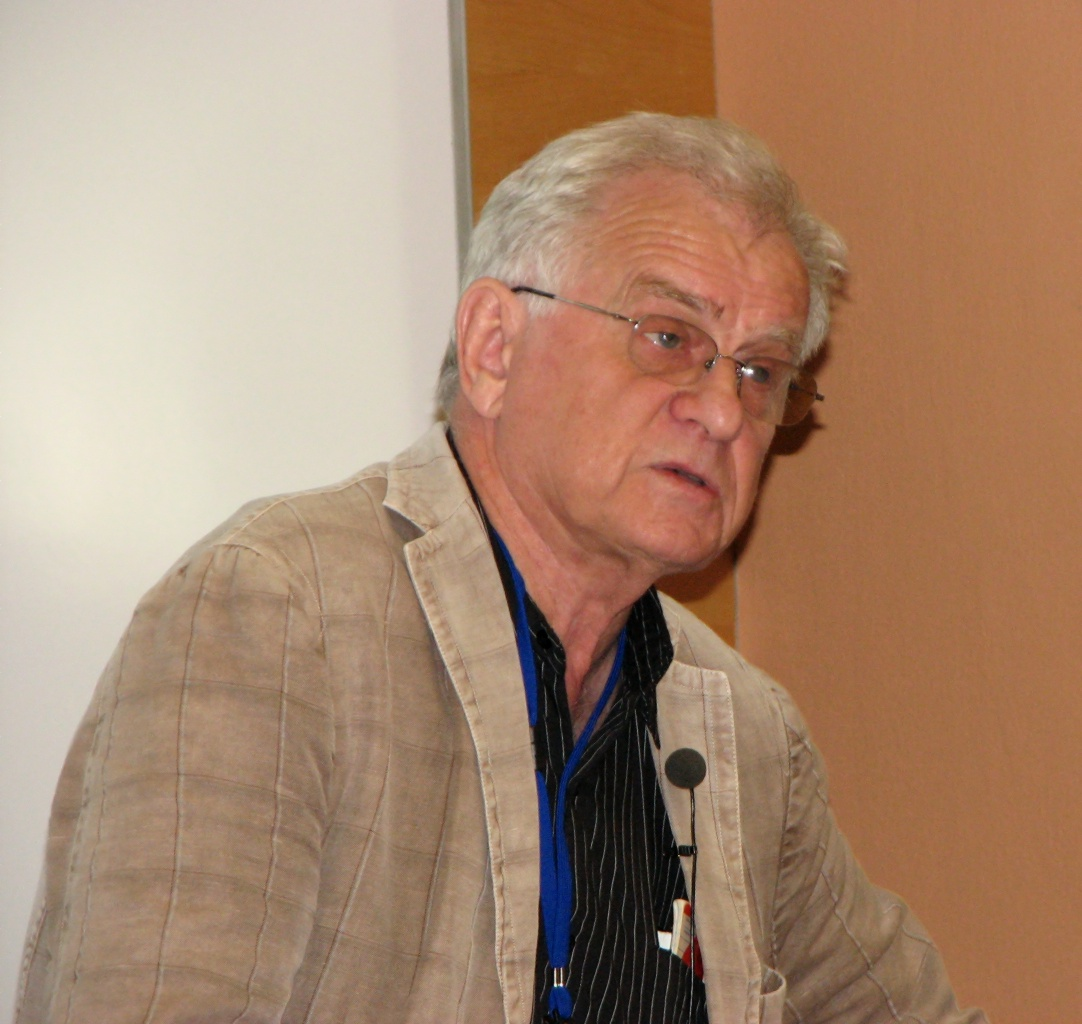
Während der International Conference on Computer Modelling and Simulation CSSim 2009

John Charles Butcher ONZM (John Charles Butcher; * 31. März 1933 in Auckland) ist ein neuseeländischer Mathematiker. Er hat sich auf numerische Methoden zur Lösung gewöhnlicher Differentialgleichungen im Bereich allgemeiner linearer Verfahren, insbesondere der Runge-Kutta-Verfahren, spezialisiert und ist auf diesem Gebiet eine der bedeutendsten Personen der vergangenen Jahrzehnte.
Butcher studierte an der University of Auckland und promovierte 1961 an der Universität von Sydney bei Harry Messel (The application of digital computers to calculations in cosmic ray physics). Danach war er an den Universitäten von Sydney, Canterbury und am Stanford Linear Accelerator Center (SLAC). Er war ab 1966 Professor an der University of Auckland, ab 1999 als Professor Emeritus. Nach ihm benannt ist das Butcher-Tableau und die Butcher-Gruppe zur Darstellung von Runge-Kutta-Verfahren.
1980 wurde er Fellow der Royal Society of New Zealand, deren Jones Medal er 2010 und deren Hector Medal er 1996 erhielt, und 1998 Mitglied auf Lebenszeit der New Zealand Mathematical Society und 1999 deren Fellow. 2010 wurde er Fellow der Society for Industrial and Applied Mathematics und 2008 Honorary Fellow der European Society of Computational and Applied Mathematics. 2013 wurde er Officer des New Zealand Order of Merit. 2011 erhielt er den van Wijngaarden Award.

## Werke
- The Numerical Analysis of Ordinary Differential Equations: Runge-Kutta and General Linear Methods. 1. Edition Auflage. Wiley, New York City 1987, ISBN 978-0-471-91046-6 (englisch).
- Numerical Methods for Ordinary Differential Equations. 2. Edition Auflage. Wiley, New York City 2008, ISBN 978-0-470-72335-7 (englisch).